# Busehr tartomány

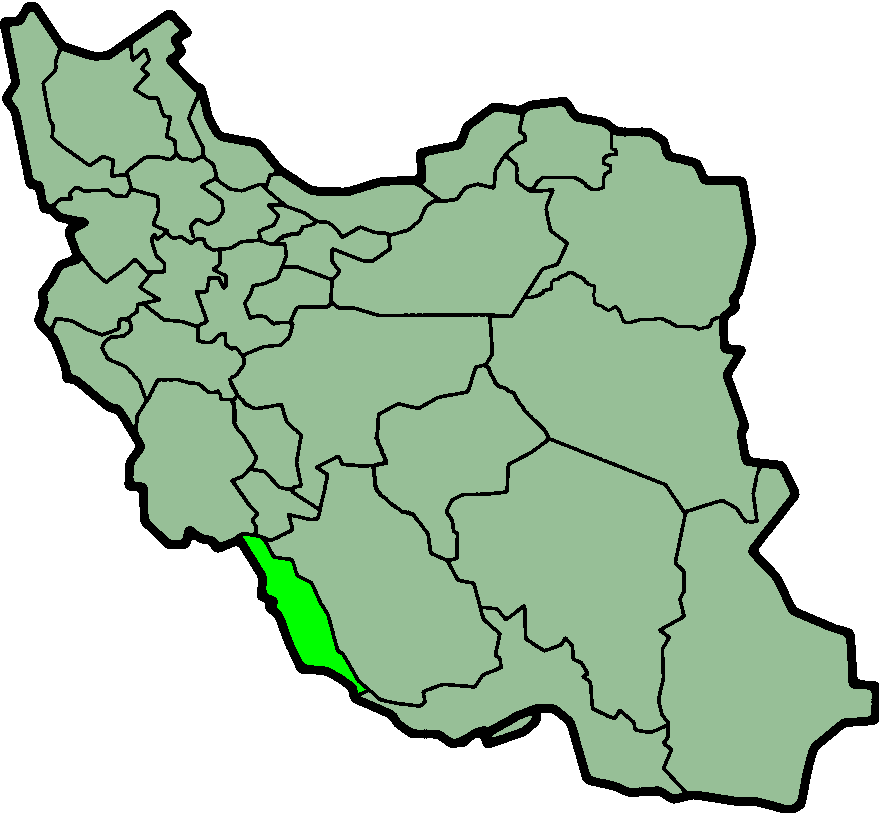
Busehr tartomány elhelyezkedése Iránban

Busehr tartomány (perzsául استان بوشهر [Ostân-e Bušehr]) Irán 31 tartományának egyike az ország déli részén, a Perzsa-öböl partvidékén. Északon Huzesztán, Kohgiluje és Bujer Ahmad és Fársz tartomány, délkeleten egy rövid szakaszon Hormozgán, délen és nyugaton pedig a Perzsa-öböl határolja. Székhelye Busehr városa. Területe 22 743 km², lakossága 766 490 fő.

## Népesség
| Lakosok száma | 886 267 | 1 032 949 | 1 163 400 |
|               | 2006    | 2011      | 2016      |

## Közigazgatási beosztása
Busehr tartomány 2011 novemberi állás szerint 10 megyére (sahrasztán) oszlik. Ezek: Aszaluje, Busehr, Dejr, Dastesztán, Dasti, Dejlam, Dzsam, Ganáve, Kengán, Tangesztán.

## Fordítás
- Ez a szócikk részben vagy egészben  a(z)   استان‌های ایران című perzsa Wikipédia-szócikk ezen változatának fordításán alapul.  Az eredeti cikk szerkesztőit annak laptörténete sorolja fel. Ez a jelzés csupán a megfogalmazás eredetét és a szerzői jogokat jelzi, nem szolgál a cikkben szereplő információk forrásmegjelöléseként.